# Hirschfänger

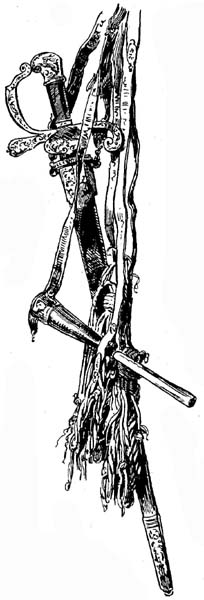
Hirschfänger mit Gehänge, Rufhorn und diversen Schnüren um 1675

Der Hirschfänger oder das Seitengewehr des Jägers ist eine rund 30 bis 40 cm lange Stichwaffe, die für die Jagd verwendet wird. Der Hirschfänger ähnelt dem Saufänger.

## Geschichte
Historisch wurde der Hirschfänger zum Abfangen des parforce gejagten Hirsches genutzt. Er gilt als die Ehrenwaffe des hirschgerechten Jägers. Der Hirschfänger entwickelte sich aus dem Jagddegen, ist aber kürzer als dieser. Am Anfang rein jagdlich verwendet und später bis heute nur noch für die Repräsentation und als Uniformbestandteil getragen, zeigt sich dies auch in seinen unterschiedlichen Ausführungen. Die Entwicklung begann mit dem „eisernen Hirschfänger“ und zeigt zwei Formen: den deutschen Hirschfänger mit Griffbügel und den etwas kürzeren, französischen ohne Bügel. Die Klinge wurde zweiseitig geschliffen, später nur noch an der Spitze. Während Jagdschwert, Jagddegen und Jagdsäbel historisch vorwiegend vom Pferd aus Verwendung fanden, wurde der Hirschfänger ausschließlich zu Fuß eingesetzt.
Ab dem Barock ersetzten die Handwerker mehr und mehr die für die praktische Jagd nicht glänzenden Eisenteile des Gefäßes durch Messing- oder Silberteile, die teilweise vergoldet waren. Als Material für den Griff kam auch Hirschhorn und gelegentlich Elfenbein in Frage. Im Rokoko war der Hirschfänger – mit aufwändig gearbeiteten Gefäßen – oft ein repräsentativer Bestandteil der Kleidung. Im Übrigen sind Hirschfänger heute nur noch Bestandteil der Jagd- und Forstuniformen.

Hirschfänger mit elfenbeinernen Griff, 1672 bis 1678
1750er Jahre
Klinge mit Gravuren, 1750er Jahre
Mitte 19. Jahrhundert
Deutsches Exemplar mit Messer, 1890er Jahre

## Anwendung
Aufgrund der Klingenlänge kann mit dem Hirschfänger größeres, bzw. schwereres Schalenwild, insbesondere Rot-, Damwild, aber auch Wildschweine abgefangen werden. Mit einem Stich von vorn in das Herz tötete der Jäger das Tier, welches gestellt und/oder verwundet war. Eine Gefährdung des Hundes durch einen weiteren Schuss wurde so vermieden. Der Hirschfänger wird links am Körper in einem Wehrgehänge getragen. Außen an der Lederscheide befindet sich ein kleines Jagdmesser, der Knicker oder Genickfänger. Der Hirschfänger wird heute nur noch selten eingesetzt, und Jäger werden hierfür auch nicht ausgebildet. Im Jagdbetrieb werden heute für den Fangschuss bei der Nachsuche in der Regel Faustfeuerwaffen (Pistolen oder Revolver) mit entsprechenden Munitionskalibern verwendet.
Von vielen Praktikern wird der Hirschfänger in seiner klassischen Form abgelehnt: Grundsätzlich ist die Waffe auf Grund ihrer Konstruktion für das Abfangen geeignet, bemängelt wird aber die (zu) schmale Klinge, die im Brustkorb, an Herz, Lunge und großen Blutgefäßen zu wenig Verletzungspotential aufweist, um schnellstes Verenden des Tieres sicherzustellen. Aus gleichem Grunde werden auch Bajonette als „Hirschfängerersatz“ abgelehnt.
Ein modernes Abfangmesser hat eine über zwanzig Zentimeter lange, auffällig breite Klinge und ist symmetrisch zweischneidig geschliffen. Ausgeführt wird der so genannte Blattfang.
Ein Abfangmesser für Niederwild und Kleinwild ist der Nicker.
Jägerbataillone nutzten Hirschfänger teilweise auch als militärische Blankwaffe.